# Ольян (район)
Ольян (порт. Olhão) — район (фрегезия) в Португалии, входит в округ Фару. Является составной частью муниципалитета Ольян. По старому административному делению входил в провинцию Алгарве (регион). Входит в экономико-статистический субрегион Алгарве, который входит в Алгарве. Население составляет 14 749 человек на 2001 год. Занимает площадь 9,43 км².

## История
Район основан в 1695 году